# Trichaphodioides simoni
Trichaphodioides simoni är en skalbaggsart som beskrevs av Rudolph Petrovitz 1959. Trichaphodioides simoni ingår i släktet Trichaphodioides och familjen Aphodiidae. Inga underarter finns listade i Catalogue of Life.